# Mistrzostwa Europy w Judo 2019
Mistrzostwa Europy w Judo 2019 były 30. edycją Mistrzostw Europy w Judo, organizowaną przez Europejską Unię Judo. Odbyły się w Mińsku na Białorusi w dniach 22–25 czerwca 2019 roku podczas Igrzysk Europejskich.

## Medaliści i medalistki

### Mężczyźni
| Konkurencja | Złoto               | Srebro              | Brąz                                    |
| ----------- | ------------------- | ------------------- | --------------------------------------- |
| -60 kg      | Lukhumi Chkhvimiani | Francisco Garrigós  | Amiran Papinaszwili Jorre Verstraeten   |
| -66 kg      | Heorhij Zantaraja   | Matteo Medves       | Bagrati Niniaszwili Waża Margwelaszwili |
| -73 kg      | Tommy Macias        | Rüstəm Orucov       | Hidayət Heydərov Georgios Azoidis       |
| -81 kg      | Matthias Casse      | Iwajło Iwanow       | Luka Maisuradze Attila Ungvári          |
| -90 kg      | Mihael Žgank        | Li Kochman          | Məmmədəli Mehdiyev Chusien Chałmurzajew |
| -100 kg     | Arman Adamian       | Warlam Liparteliani | Elmar Qasımov Cyrille Maret             |
| +100 kg     | Guram Tusziszwili   | Inał Tasojew        | Stephan Hegyi Henk Grol                 |

### Kobiety
| Konkurencja | Złoto               | Srebro            | Brąz                                |
| ----------- | ------------------- | ----------------- | ----------------------------------- |
| -48 kg      | Darja Biłodid       | Irina Dołgowa     | Julia Figueroa Maruša Štangar       |
| -52 kg      | Majlinda Kelmendi   | Natalja Kuziutina | Chelsie Giles Amandine Buchard      |
| -57 kg      | Darja Mieżecka      | Nora Gjakova      | Pauline Starke Telma Monteiro       |
| -63 kg      | Clarisse Agbegnenou | Alice Schlesinger | Sanne Vermeer Maria Centracchio     |
| -70 kg      | Margaux Pinot       | Sanne van Dijke   | Barbara Matić Anna Bernholm         |
| -78 kg      | Klara Apotekar      | Guusje Steenhuis  | Loriana Kuka Madeleine Malonga      |
| +78 kg      | Maryna Słucka       | Larisa Cerić      | Iryna Kindzerśka Ksienija Czibisowa |

### Konkurencje mieszane
| Konkurencja               | Złoto | Srebro | Brąz |
| ------------------------- | --- | --- | --- |
| Turniej drużyn mieszanych | Rosja · Darja Mieżecka · Ksienija Czibisowa · Alena Prokopenko · Musa Moguszkow · Inał Tasojew · Chusien Chałmurzajew · (Anastasija Konkina) | Portugalia · Telma Monteiro · Rochele Nunes · Bárbara Timo · Jorge Fernandes · Jorge Fonseca · Anri Egutidze | Francja · Priscilla Gneto · Amandine Buchard · Anne-Fatoumata M’Bairo · Madeleine Malonga · Marie-Ève Gahié · Margaux Pinot · Guillaume Chaine · Kilian Le Blouch · Cyrille Maret · Axel Clerget · Aurélien Diesse Austria · Sabrina Filzmoser · Bernadette Graf · Michaela Polleres · Lukas Reiter · Stephan Hegyi · Marko Bubanja · Shamil Borchashvili · Magdalena Krssakova |

## Uczestnicy
- Albania
- Andora
- Armenia
- Austria
- Azerbejdżan
- Belgia
- Białoruś
- Bośnia i Hercegowina
- Bułgaria
- Chorwacja
- Cypr
- Czarnogóra
- Czechy
- Dania
- Estonia
- Finlandia
- Francja
- Grecja
- Gruzja
- Hiszpania
- Holandia
- Irlandia
- Islandia
- Izrael
- Kosowo
- Liechtenstein
- Litwa
- Luksemburg
- Łotwa
- Macedonia Północna
- Malta
- Mołdawia
- Monako
- Niemcy
- Norwegia
- Polska
- Portugalia
- Rosja
- Rumunia
- Serbia
- Słowacja
- Słowenia
- Szwajcaria
- Szwecja
- Turcja
- Ukraina
- Włochy

## Źródła
1. ↑  Minsk 2019 hold judo test event for European Games, www.insidethegames.biz, 1535 [dostęp 2019-07-08].